# Монаш, Джон
Джон Мо́наш (англ. John Monash, 27 июня 1865, Мельбурн, Австралия, Британская империя — 8 октября 1931, там же) — инженер-строитель и австралийский военачальник Первой мировой войны. До начала войны, а затем в первый период военных действий, был командиром 4-й бригады в Египте, с которой он участвовал в Дарданелльской операции. В июле 1916 года он возглавил командование новосозданной 3-й дивизии на северо-западе Франции и в мае 1918 года стал командиром Австралийского корпуса, в то время крупнейшего корпуса на Западном фронте. Автор плана успешной операции союзников в Амьенской операции 8 августа 1918 года. Монаш считается одним из лучших генералов Первой мировой войны и самым известным полководцем в истории Австралии. Он изображён на реверсе австралийской банкноты номиналом 100$.

## Ранняя жизнь

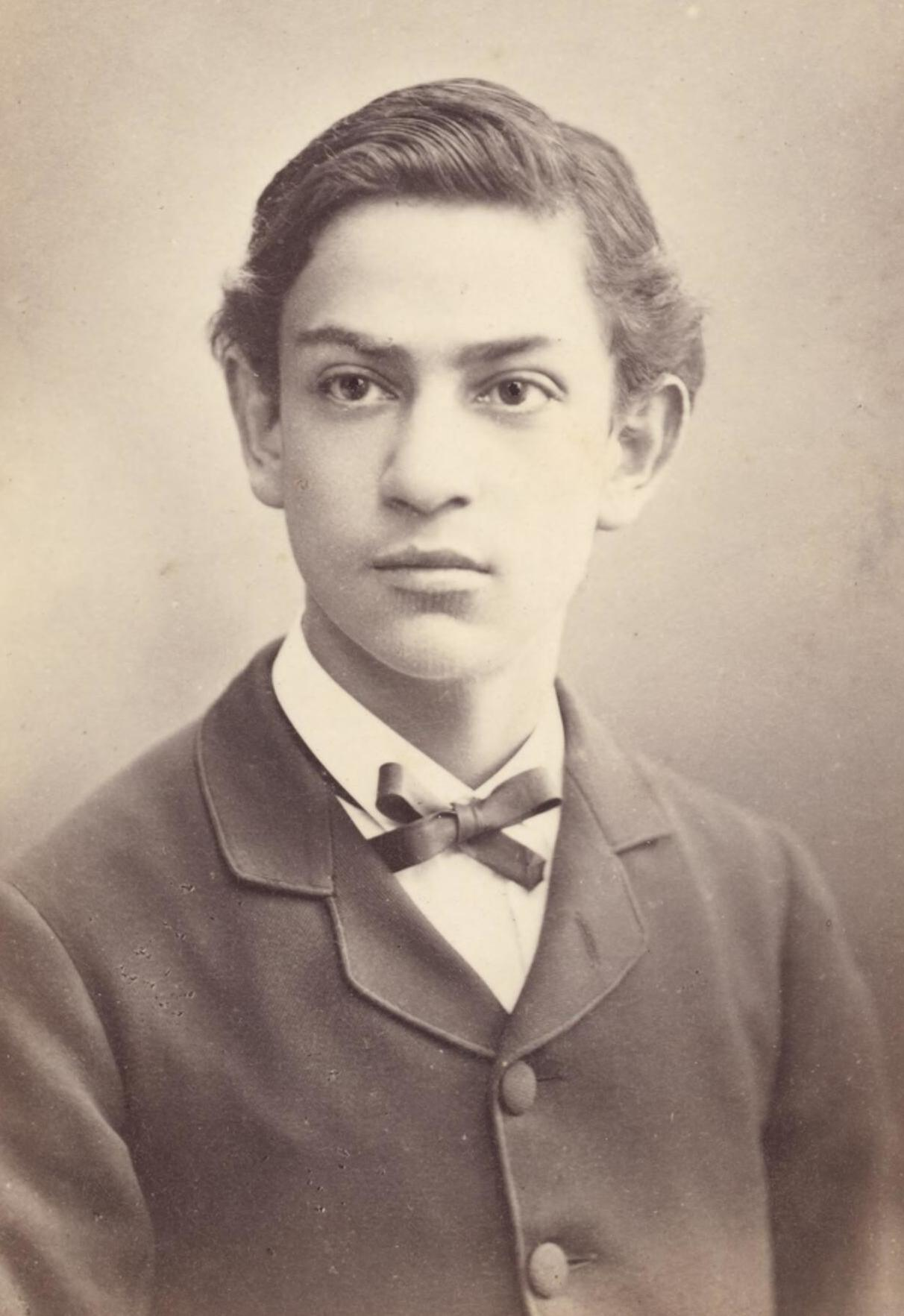
Джон Монаш в раннем возрасте

Джон Монаш родился 8 апреля 1865 года на Дадли-стрит, Мельбурн, Виктория. Отец — Льюис Монаш, мать — Берта Монаш, урождённая Менесси. Оба родителя были евреями, мигрантами из Кротошина, в провинции Позен, Королевство Пруссия (сейчас Великопольское воеводство, Польша). Изначальное произношение фамилии — Мона́ш. Оба супруга говорили на родном немецком языке, и поэтому Джон свободно говорил, читал и писал по-немецки. Однако с 1914 года до самой смерти он не считал необходимым привлекать внимание к своему немецкому происхождению.
В 1874 году семья переехала в небольшой городок Джерилдери в районе Риверина в Новом Южном Уэльсе, где его отец управлял магазином. Джон позже утверждал, что он встретил там бушрейнджера Неда Келли во время его налёта в 1879 году. Джон закончил государственную школу, где признали его высокие умственные способности. Семье посоветовали переехать в Мельбурн, чтобы Джон раскрыл свой потенциал, что и было сделано в 1877 году. Он получил образование у Александра Моррисона в Скотч-колледже в Мельбурне, куда Джон сдал вступительный экзамен в 14 лет. Затем он окончил Мельбурнский университет и получил звания: магистр технических наук (1893), бакалавр искусств и бакалавр права (1895), а также доктор технических наук (1921).
8 апреля 1891 Монаш женился на Ханне Виктории Мосс (1871—1920). В 1893 году у них родилась дочь Берта — единственный ребёнок в семье. Ранее у Монаша был роман с Энни Габриэль, женой одного из его коллег, который закончился после принятого решения узаконить отношения Джона с Ханной Викторией (хотя общение продолжалось и много лет спустя).
Монаш работал инженером-строителем и сыграл важную роль во внедрении железобетона в австралийскую инженерную практику. Первоначально он работал на частных подрядчиков по строительству мостов и железных дорог, также выполнял обязанности адвоката в арбитражных судах. Монаш работал с Melbourne Harbour Trust, J. T. N. Anderson (с 1894 года) как консультант и подрядчик. Когда в 1905 году партнёрство было прекращено, Монаш вместе с застройщиком Дэвидом Митчеллом и промышленным химиком Джоном Гибсоном основал Reinforged Concrete & Monier Piper Constrution Co., а в 1906 году совместно с бизнесменами из Южной Австралии — S. A. Reinforged Concrete Co. Монаш стал президентом Института инженеров Виктории и членом Института инженеров-строителей в Лондоне.
Монаш вступил в Резерв австралийской армии как представитель университета в 1884 году и стал лейтенантом в батарее Северного Мельбурна в 1887 году. Дослужился до капитана в 1895 году, майора в 1897 году, а в 1906 году получил звание подполковника в разведывательном корпусе. Он стал командующим 13-й Пехотной Бригады в 1912 году, и был повышен в звании до полковника 1 июля 1913 года.

## Первая мировая война

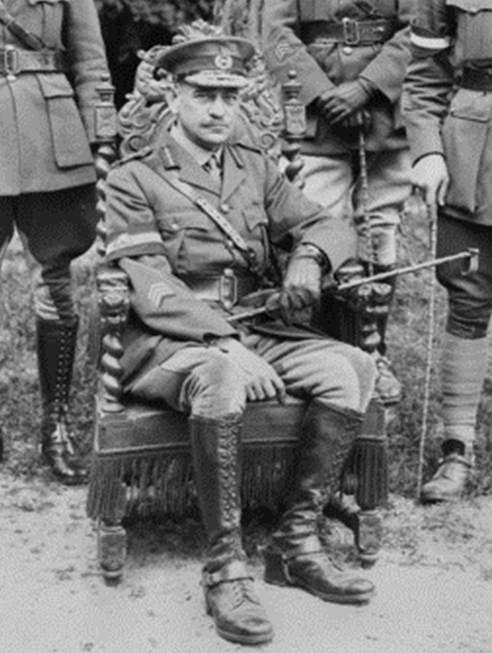
Генерал-лейтенант Джон Монаш, командующий австралийским корпусом в 1918

### Дарданеллы
С началом Первой мировой войны Монаш стал штатным офицером и принял должность главного цензора в Австралии. Монашу не нравилась эта работа, так как он стремился к полевой службе. В сентябре, после формирования Австралийских имперских сил, Монаш был назначен командиром 4-й бригады, в состав которой входили 13-й, 14-й, 15-й и 16-й батальоны. Его назначение с неудовольствием восприняли в армии, отчасти из-за его немецкого и еврейского происхождения, но Монаш был поддержан множеством высокопоставленных военных чиновников, включая Джеймса Легжа, Джеймса МакКея , Яна Гамильтона, и в итоге его назначение осталось в силе.
В январе 1915 года бригада Монаша прибыла в Египет и расположилась в Гелиополе, где была присоединена к Новозеландской и Австралийской дивизии под командованием генерал-майора Александра Годли. После учений, в апреле бригада приняла участие в Дарданелльской операции против Османской империи. Будучи резервной, бригада Монаша высадилась на берег рано утром 26 апреля. Бригада первоначально защищала линию между Папским холмом и Постом Куртни. Долина за этой линией стала известна как «Долина Монаша». Там он получил известность благодаря своим независимым решениям и организаторским способностям. Монаш был повышен до звания бригадного генерала в июле, несмотря на слухи, распространяющиеся в Каире, Лондоне и Мельбурне, что он «немецкий шпион».
Во время Августовского наступления, предпринятое союзниками для выхода из тупиковой ситуации на полуострове, бригада Монаша должна была провести удар с левого фланга для захвата высоты 971, самой высокой точки в районе операции. Вечером 6-7 августа бригада начала атаку, но плохое знание местности, сильное сопротивление турок и гористая местность не позволили им достичь заданной цели. В других местах наступление тоже было приостановлено, что привело к провалу попыток разгрома вражеских сил на Галлиполи. К середине августа бригада Монаша сократилась до 1400 человек от изначального количества 3350 человек. 21 августа бригада провела атаку высоты 60. После сражения она была отправлена на остров Лемнос для восстановления боеспособности. Монаш прибыл в Египет, где узнал о получении звания кавалера Ордена Бани. В ноябре 4-я бригада вернулась в Галлиполи и заняла «тихий сектор» вокруг холма Баучопа. Монаш использовал свои технические знания, чтобы подготовиться к будущей зиме и работал над улучшением условий, в которых находились его войска, но в середине декабря пришёл приказ об эвакуации с полуострова.
После ухода из Галлиполи Австралийские имперские силы прошли период реорганизации и расширения. В результате 4-я бригада была разделена, часть кадров использовали для формирования 12-й бригады. 12-я и 4-я бригады стали частью 4-й дивизии. После учений бригада Монаша была назначена для обороны Суэцкого канала. 25 апреля 1916 года, ровно через год после высадки на Галлиполи, в Тель-эль-Кебире бригада Монаша впервые отметила День АНЗАК. Монаш раздал красные ленты солдатам, присутствовавшим на первом десантировании, а синие — тем, кто прибыл позже.

### Западный фронт

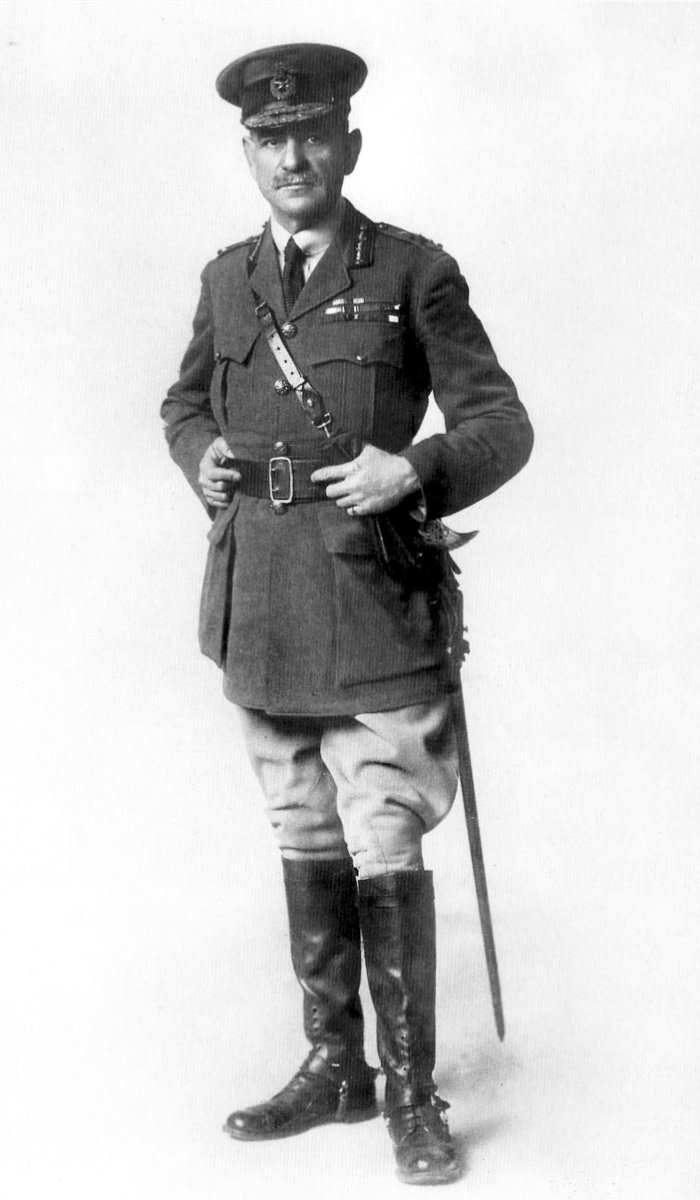
Джон Монаш в 1918 году

В июне 1916 года Монаш и войска под его командованием были переведены на Западный фронт около Армантьера. В июле он был произведён в генерал-майоры и назначен командующим австралийской 3-й дивизией.
Позже будучи генерал-лейтенантом, Джон Монаш описал захват города Виллер-Бретоннё 25 апреля 1918 года, после того как германские войска были окружены 8-й дивизией под командованием Уильяма Хенекера, как поворотный момент войны. 13-я бригада под командованием Томаса Вильяма Глазгоу и 15-я бригада под командованием Гарольда Эллиота заняли Виллер-Бретоннё.

### Командующий Австралийским корпусом
1 июня 1918 года Монаш был повышен до звания генерал-лейтенанта и командующего австралийским корпусом. в то время крупнейшим отдельным корпусом на Западном фронте.
В сражении при Амеле 4 июля 1918 года Монаш при поддержке командира 4-й Британской армии Генри Рлулисона, руководил 4-й австралийской дивизией, которая, поддерживаемая 5-й танковой бригадой и отрядом американских войск, одержала небольшую, но оперативно значимую победу для союзников.
8 августа 1918 года началась Амьенская операция. Союзные войска под командованием фельдмаршала Дугласа Хейга, преимущественно 4-я британская армия Роулинсона (состоящая из австралийского корпуса под командованием Монаша и канадского корпуса под командованием Артура Керри и британского 3-го корпуса), атаковали немцев. Союзническая атака была возглавлена австралийским корпусом, которому было поручено захватить вражескую артиллерию в качестве ключевой цели на первом этапе, чтобы минимизировать потенциальный ущерб атакующим силам. Битва была значительной победой союзников, первой серьёзной победой британской армии в войне. Участвовавший в сражении немецкий генерал Эрих Людендорф описал это следующими словами: «8 августа был чёрным днём немецкой армии в истории войны». Эти операции были только началом широкомасштабного наступления союзников через Западный фронт. 12 августа 1918 года в замке Бертангль Монаш был посвящён в рыцари как кавалер ордена Бани королём Георгом V.
Затем австралийцы одержали серию побед против немцев в Шуине, Мон-Сен-Квентине, Пероне и Арджикуре. Монаш имел под своим командованием 208 000 человек, включая 50 000 американцев. Он спланировал наступление на немецкую оборону на линии Гинденбурга между 16 сентября и 5 октября 1918 года. Союзники в конечном итоге прорвали линию Гинденбурга к 5 октября, и война была практически окончена. 5 октября принц Макс фон Баден от имени правительства Германии запросил немедленного перемирия.

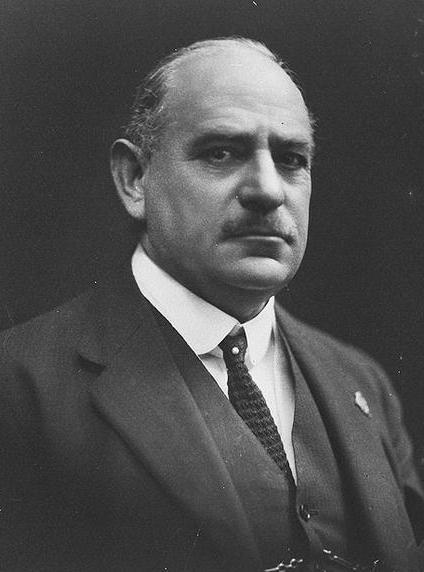
Сэр Джон Монаш, фотография 1920-х годов.

К концу войны Монаш приобрёл выдающуюся репутацию благодаря своему интеллекту, навыкам управления и изобретательности. Он также завоевал уважение и лояльность своих войск: его девиз был «Накорми свои войска на победу». Британцы с большим уважением относились к Монашу — британский капитан в штабе 8-го дивизиона Уильям Хенекер описал Монаша как «великого человека … хотя его манеры были приятными, а его поведение далеко не грубым. Я видел мало людей, которые давали мне такое ощущение силы … подходящий лидер для диких людей, которыми он командовал». Фельдмаршал Бернард Монтгомери позже писал: «Я бы назвал сэра Джона Монаша лучшим генералом на западном фронте в Европе».
За заслуги во время войны Монашу, помимо титула кавалера ордена Бани также был присвоен титул Рыцаря Большого Креста Ордена Святого Михаила и Святого Георгия 1 января 1919 года. Он также получил многочисленные иностранные награды — Франция дала ему титул Великого офицера Ордена Почётного легиона, и наградила его Военным крестом 1914—1918 годов, Бельгия дала титул Великого офицера Ордена Короны и наградила Военным крестом, США наградили Медалью «За выдающуюся службу». Правительство Австралии повысило Монаша до звания генерала «в знак признания его долгой и выдающейся службы в австралийских вооружённых силах» 21 ноября 1929 года.

## После войны

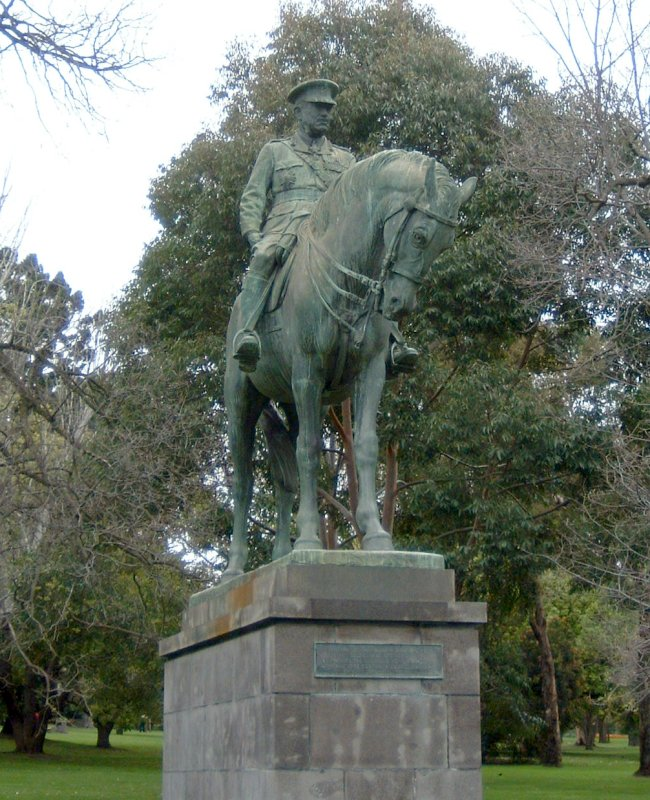
Статуя Джона Монаша в Мельбурне

Вскоре после завершения военных действий Монаш был назначен генеральным директором по репатриации и демобилизации и возглавил недавно созданный департамент по осуществлению репатриации австралийских войск из Европы. В августе 1919 года, находясь в Лондоне, он написал книгу под названием «Австралийские победы во Франции в 1918 году», которая была опубликована в апреле 1920 года. Он вернулся в Австралию 26 декабря 1919 года, где его встретил восторженный приём. Вскоре после его возвращения, 27 февраля 1920 года его жена умерла от рака шейки матки. Позже Монаш работал на видных гражданских должностях, наиболее заметным из которых было главенство Государственной комиссии по электричеству штата Виктория (SECV) с октября 1920 года. Он стал вице-ректором Мельбурнского университета в 1923 году и оставался им до своей смерти.
Монаш был одним из основателей Ротари-клуба Мельбурна, первого австралийского Ротари-клуба, и занимал пост его второго президента (1922—1923). В 1927 году он стал президентом недавно созданной сионистской федерации Австралии и Новой Зеландии.
В 1923 году викторианское правительство Гарри Лоусона призвало Монаша для организации «специальных констеблей» для наведения порядка во время забастовки викторианской полиции 1923 года. Он был одним из главных организаторов ежегодного празднования Дня АНЗАК и руководил планированием военного мемориала Мельбурна «Монумент памяти». Монаш был удостоен многочисленных наград от университетов и иностранных правительств. По словам его биографа Джеффри Сёрла, «В 1920-х годах Монаш был широко принят, и не только в Виктории, как величайший из живущих австралийцев».
Джон Монаш скончался от сердечного приступа 8 октября 1931 года в Мельбурне, ему были устроены государственные похороны. Приблизительно 300 000 скорбящих, самая многочисленная похоронная толпа в то время, пришли, чтобы выразить своё почтение. После еврейской службы и салюта из 17 орудий он был похоронен на Брайтонском кладбище. В качестве окончательного знака смирения, несмотря на многочисленные достижения, почести и звания, он проинструктировал близких, чтобы на его надгробии были просто нанесены слова «Джон Монаш». Его пережила его дочь Берта (1893—1979).

## Наследие

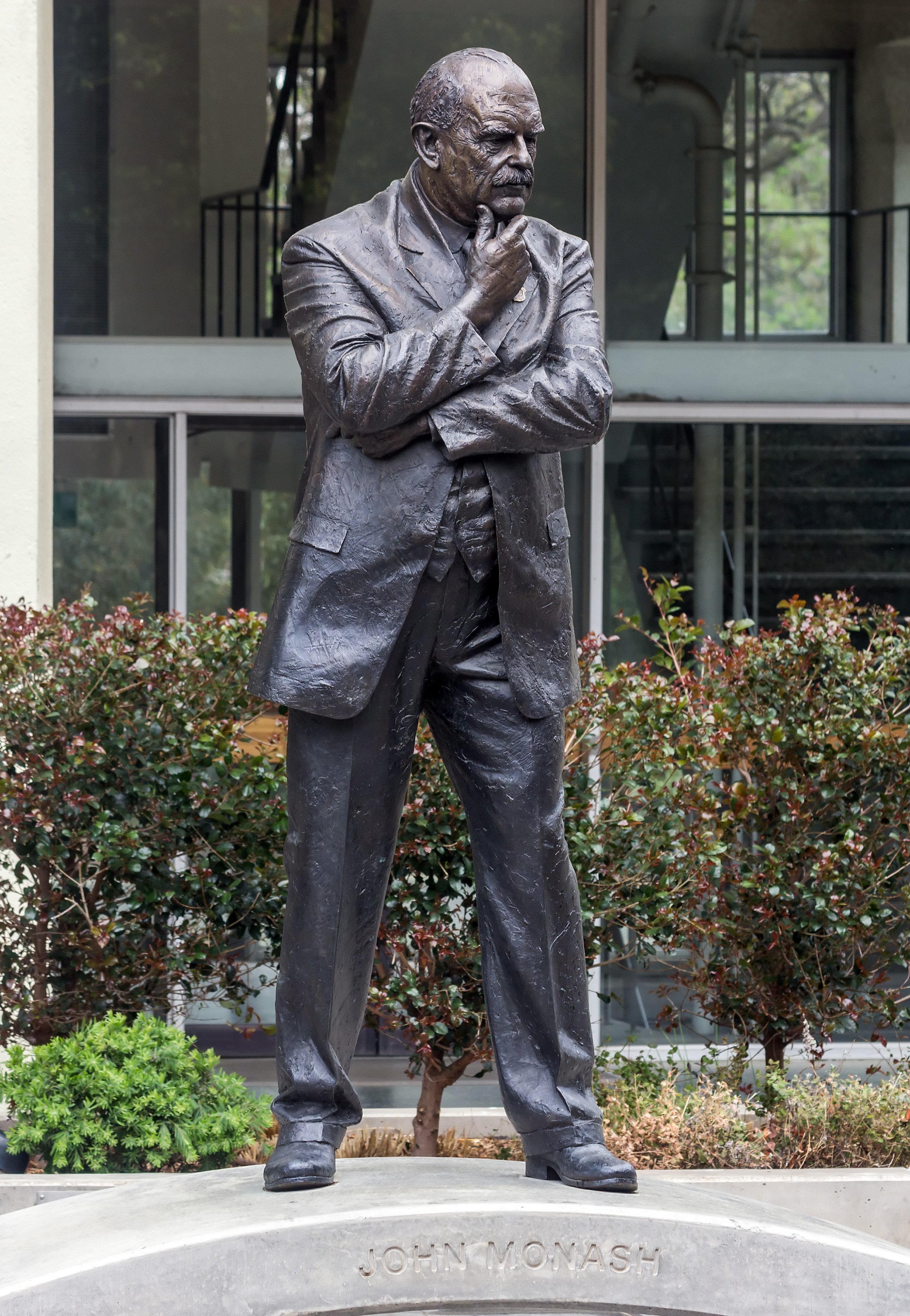
Статуя Джона Монаша у Университета Монаша, названного в его честь

### Влияние на военное дело
Монаш был известным сторонником скоординированного действия пехоты, авиации, артиллерии и танковых войск. Он писал:

… истинная роль пехоты заключается не в том, чтобы тратить свои силы на героические усилия, умирать под беспощадным огнём пулемётов, натыкаться на вражеские штыки и разрывать себя на куски во вражеских заграждениях (я вспоминаю Позьер, Шторми-Тренч, Бюллекур, и другие кровавые поля сражений), а, напротив, продвигаться под максимально возможной защитой максимально возможного количества технических ресурсов в виде орудий, пулемётов, танков, миномётов и самолётов; продвигаться с как можно меньшим препятствием; быть в максимально возможной степени освобождённым от обязательства прорываться вперёд; решительно идти, независимо от грохота и суматохи битвы, к намеченной цели; и там удерживать и защищать завоеванную территорию; и собирать в виде пленников, оружия и припасов плоды победы.
Оригинальный текст (англ.)... the true role of infantry was not to expend itself upon heroic physical effort, not to wither away under merciless machine-gun fire, not to impale itself on hostile bayonets, nor to tear itself to pieces in hostile entanglements—(I am thinking of Pozières and Stormy Trench and Bullecourt, and other bloody fields)—but on the contrary, to advance under the maximum possible protection of the maximum possible array of mechanical resources, in the form of guns, machine-guns, tanks, mortars and aeroplanes; to advance with as little impediment as possible; to be relieved as far as possible of the obligation to fight their way forward; to march, resolutely, regardless of the din and tumult of battle, to the appointed goal; and there to hold and defend the territory gained; and to gather in the form of prisoners, guns and stores, the fruits of victory.

По словам британского историка Алана Джона Персиваля Тейлора, Монаш был «единственным генералом творческой самостоятельности, созданным Первой мировой войной». Влияние Монаша на военное мышление Австралии было значительным в трёх областях. Во-первых, он был первым австралийским командующим, который полностью самостоятельно командовал войсками и занимал относительно независимую линию со своим британским начальством. Во-вторых, он продвинул концепцию обязанности командира по обеспечению безопасности и благополучия своих войск на выдающееся положение в философии «коллективного индивидуализма». В-третьих, Монаш вместе с Томасом Блэми убедительно продемонстрировал преимущества тщательного планирования и интеграции всех вооружений имеющихся сил, а также всех компонентов, поддерживающих силы фронта, включая логистические, медицинские и развлекательные службы. Служившие под началом Монаша солдаты впоследствии отмечали, что одной из самых необычных вещей в сражении при Амеле было не только использование бронированных танков и огромный успех операции, а тот факт, что в разгар битвы Монаш организовал доставку горячего питания до линии фронта.

### Влияние на культуру
Джон Монаш изображён на реверсе австралийской банкноты номиналом 100$ — высшей по номиналу. Также в его честь был назван Университет Монаша в Мельбурне.